# Het hotel van de angst
Het hotel van de angst is een hoorspel van Novica Savić. Hotel der Angst werd op 30 september 1972 door de Westdeutscher Rundfunk uitgezonden. De BRT bracht het op zondag 12 mei 1985. De vertaling was van Michel De Sutter, die ook de regie voerde. De uitzending duurde 35 minuten.

## Rolbezetting
- Ronny Waterschoot (hotelgast)
- Leslie de Gruyter (portier)
- Luc De Smet (kelner)
- Machteld Ramoudt (omroepster)
- Anton Cogen (een mannenstem)
- Stef Baeyens (chauffeur)

## Inhoud
In het hotel is een gast over het hoofd gezien. Hij heeft langer geslapen dan de anderen en krijgt nu geen ontbijt meer. Alle gasten zijn vertrokken en alleen de kelner en de portier zijn achtergebleven. De gast moet geduld hebben tot de bus met de gasten terugkomt. Dat is evenwel helemaal niet zeker, want er gebeuren beangstigende dingen. Overmand door de schrik hebben kelner en portier zich in het hotel verschanst. Geleidelijk aan maakt de angst zich ook meester van de gast, vooral nu hij ziet dat die niet helemaal ongegrond is. Krakende deuren, voetstappen, telefoontjes, geheimzinnige berichten doen de angst toenemen. Ze verlamt elk initiatief, tot ze in paniek omslaat…